# Crossed Out
A Crossed Out amerikai powerviolence együttes volt a kaliforniai Encinitas-ból. 1990-ben alakultak és 1993-ban oszlottak fel. 

## Tagok
- Tad Miller - dob (1990-1993)
- Scott Golia - gitár (1990-1993)
- Rich Hart - basszusgitár (1990-1993)
- Eric Wood - basszusgitár (1993)
- Dallas van Kempen - ének (1990-1993)

## Diszkográfia
- 1990-1993 (válogatáslemez, 1999)

## Egyéb kiadványok
EP-k
- Demo '91
- Crossed Out 7" (1992)
- Crossed Out / Dropdead (split lemez, 1992)
- Crossed Out / Man Is the Bastard (split lemez, 1993)

Nem hivatalos kiadványok
- Live (EP, 1996)
- Fuck Grindcore (1998)